# ویکی لوسادا
ویکی لوسادا (اسپانیایی: Vicky Losada‎؛ زادهٔ ۵ مارس ۱۹۹۱) بازیکن فوتبال اهل اسپانیا در پست هافبک و عضو تیم ملی فوتبال زنان اسپانیاست.
از باشگاه‌هایی که در آن بازی کرده‌است می‌توان به باشگاه فوتبال زنان بارسلونا، وسترن نیویورک فلش، باشگاه فوتبال اسپانیول و باشگاه فوتبال بانوان آرسنال اشاره کرد.